# Rudgea coriacea
Rudgea coriacea är en måreväxtart som först beskrevs av Spreng., och fick sitt nu gällande namn av Karl Moritz Schumann. Rudgea coriacea ingår i släktet Rudgea och familjen måreväxter. Inga underarter finns listade i Catalogue of Life.